# A Alegre Divorciada
The Gay Divorcee (prt/bra: A Alegre Divorciada) é um filme estadunidense de 1934, uma comédia romântico-musical dirigida por Mark Sandrich e baseada no musical da Broadway The Gay Divorce, de Cole Porter e Dwight Taylor.

## Sinopse
O filme conta a história de Guy Holden, um célebre bailarino estadunidense, que está viajando pela Europa com seu amigo, o advogado Egbert. No meio do caminho para a Inglaterra, conhece Mimi Glossop, que viaja com sua tia. Em Londres, os dois se encontram casualmente e Guy se apaixona por Mimi, mas sem saber que se trata de uma mulher casada em processo de divórcio. Mimi e sua tia voltam a se encontrar num hotel e começam os equívocos.

## Elenco
- Fred Astaire .... Guy Holden
- Ginger Rogers .... Mimi Glossop
- Alice Brady .... tia Hortense

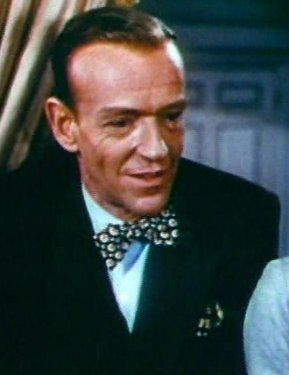
Fred Astaire

- Edward Everett Horton .... Egbert Fitzgerald ('Pinky')
- Erik Rhodes .... Rodolfo Tonetti
- Eric Blore .... garção
- Lillian Miles .... cantora
- Charles Coleman
- William Austin
- Betty Grable

## Prêmios e indicações
| Prêmio     | Categoria              | Recipiente                                        | Resultado |
| ---------- | ---------------------- | ------------------------------------------------- | --------- |
| Oscar 1935 | Melhor canção original | "The Continental" (Con Conrad e Herbert Magidson) | Venceu    |
| Oscar 1935 | Melhor direção de arte | Van Nest Polglase, Carroll Clark                  | Indicado  |
| Oscar 1935 | Melhor trilha sonora   | Max Steiner                                       | Indicado  |
| Oscar 1935 | Melhor filme           | Melhor filme                                      | Indicado  |
| Oscar 1935 | Melhor som             | Hugh McDowell Jr.                                 | Indicado  |